# إيليا سيغالوفيتش
إيليا سيغالوفيتش (الروسية: Илья Валентинович Сегалович) أحد مؤسسي شركة ياندكس الروسية، وكان مديرًا للتكنولوجيا ومديرًا لشركة ياندكس منذ عام 2000 حتى وفاته في عام 2013، اقترح سيغالوفيتش اسم «ياندكس» لمحرك البحث، المستمد من فكرة "Yet Another iNDEX".

## حياته
تخرج إيليا سيغالوفيتش من المدرسة الجمهورية للفيزياء والرياضيات في ألماتي، كازاخستان، ثم من معهد موسكو للتنقيب الجيولوجي.
بدأ حياته المهنية في العمل على تقنيات استرجاع المعلومات في عام 1990، في شركة Arkadia، حيث ترأس فريق البرمجيات الخاص بهم.
من عام 1993 إلى عام 2000، قاد إيليا سيغالوفيتش قسم أنظمة الاسترجاع لشركة CompTek International.
غادر CompTek ليشارك في تأسيس ياندكس في عام 2000. وقد تم تأسيس جميع هذه الشركات الثلاث أو المشاركة في تأسيسها من قبل زميله في المدرسة، أركادي فولوز. كان لديه ابنتان.
كان سيغالوفيتش مؤسسًا مشاركًا وداعمًا لمركز ماريا لإعادة تأهيل فنون الأطفال للأيتام والأطفال ذوي الاحتياجات الخاصة. حصل على شهادة جامعية في الجيوفيزياء من Russian State Geological Prospecting University [الإنجليزية] .

## المرض
في 25 يوليو 2013، أصدرت شركة ياندكس بيانًا صحفيًا تفيد بموت سيغالوفيتش بعد مرض طويل.
ومع ذلك، تم سحب البيان في وقت لاحق، حيث ذكرت كل من وسائل الإعلام الأمريكية والروسية أنه كان في غيبوبة بدون نشاط دماغي.
تم تأكيد وفاته من قبل ياندكس في 28 يوليو 2013، وتوفي بسبب مضاعفات سرطان المعدة.

## انظُر أيضًا
- أركادي فولوز
- إيغور أشمانوف